# سمير وحيد
سمير وحيد (16 فبراير 1946 - 25 أبريل 1997)، ممثل مصري.

## عن حياته مدرب رقص وكان مدرب رقص ل نجوى فؤاد
عمل أولا ب«المسرح العالمي»، والتحق في «المعهد العالي للفنون المسرحية» وتخرج منه عام 1971. وهو والد الممثل رامي سمير وحيد.

## أعماله
1. الحفار: 1996
2. ناصر 56: 1996
3. اغتيال فاتن توفيق: 1995 شعلان
4. الواد غراب والقمر: 1994 العمدة زين
5. أرابيسك: 1994
6. القلب الحائر :سهرة تلفزيونية 1994
7. الهجامة: 1992
8. الصرخة: 1991
9. نصيب الأسد: 1991 صلاح
10. الهروب: 1991
11. اشتباه: 1991
12. بلطية بنت بحري: 1991 إبراهيم ابن المعلمة خضرة
13. بنت مشاغبة جداً: 1991
14. رجل في ورطة: 1991
15. خمسه كارت: 1990 معلم الجزار ابوسريع
16. الطائر الجريح: 1990 نبيل
17. مطلوب عروسة: 1990
18. الذل: 1990
19. العميل رقم 13: 1989 ماهر عباس
20. كفر الطماعين: 1989
21. الجدعان الثلاثة: 1988
22. تزوج وابتسم للحياة: 1988
23. رأفت الهجان: 1987 (ج1)
24. الملعوب: 1987
25. دموع الشيطان: 1986 المحقق الثاني
26. رجل لهذا الزمان: 1986 محامي المحكمة - ضيف شرف
27. مدام شلاطة: 1986 سالم
28. البريء: 1986
29. البداية: 1986
30. غضب الحليم: 1985
31. الخونة: 1984 مراد
32. العربجي: 1983
33. لغول: 1983
34. سواق الأتوبيس: 1982 صمويل
35. ليلة القبض على فاطمة: 1982
36. العاشقة: 1980
37. الفندق: 1980 لطفي
38. الدرب الأحمر: 1980
39. صرخة بريء: 1978
40. القطط السمان: 1978
41. مجرم تحت الاختبار: 1969
42. الكعبة المشرفة: 1900 الغلام
43. شهيد اسمه موشيه: إذاعي 1900

## روابط خارجية
- سمير وحيد على موقع الدهليز
- سمير وحيد على موقع قاعدة بيانات الأفلام العربية